# Assemblée de Martinique
Mandature 2021-2028
Conseil régional
Conseil général
Hôtel de la collectivité territoriale de Martinique
L'Assemblée de Martinique est l'assemblée délibérante de la collectivité territoriale de Martinique.

## Mode de scrutin

Sections électorales.

L'assemblée de Martinique est composée de 51 membres. Ils sont élus pour six ans, en même temps que les conseillers régionaux et sont également rééligibles.
Le mode de scrutin est similaire à celui utilisé pour les élections régionales : il s'agit d'un scrutin proportionnel plurinominal à deux tours avec prime majoritaire. Au premier tour, si une liste recueille la majorité absolue des suffrages exprimés, elle reçoit une prime de 11 sièges et les sièges restant sont attribués à toutes les listes ayant recueilli au moins 5 % des suffrages exprimés.
Si aucune liste ne recueille la majorité absolue, un deuxième tour a lieu : la liste arrivée en tête au second tour reçoit la prime de 11 sièges et les sièges restants sont attribués à toutes les listes ayant recueilli au moins 5 % des suffrages exprimés. Pour la répartition des sièges au sein de chaque liste, le territoire de la Martinique est découpé en quatre sections électorales correspondant aux circonscriptions législatives.

## Bureau
Le président de l'assemblée de Martinique est élu par cette dernière lors de la première réunion qui suit chaque renouvellement. Il est élu à la majorité absolue des membres aux deux premiers tours de scrutin, à la majorité relative si un troisième tour est nécessaire.

### Présidents
| Période          | Période          | Identité       | Étiquette | Étiquette | Qualité |
| ---------------- | ---------------- | -------------- | --------- | --------- | --- |
| 18 décembre 2015 | 1er juillet 2021 | Claude Lise    |           | RDM       | Médecin à la retraite. Conseiller de l’assemblée de Martinique (2015-2021), ancien député et sénateur et ancien président du conseil général de la Martinique                     |
| 2 juillet 2021   | En cours         | Lucien Saliber |           | DVG       | Cadre de banque à la retraite. Maire de Le Morne-Vert de 2013 à 2021, 4e vice-président de CAP Nord Martinique depuis 2020, et conseiller à l’Assemblée de Martinique depuis 2021 |

### Vice-présidents depuis 2021
| Poste              | Période        | Période  | Identité                                                                         | Étiquette | Étiquette | Qualité                                                                   |
| ------------------ | -------------- | -------- | -------------------------------------------------------------------------------- | --------- | --------- | ------------------------------------------------------------------------- |
| 1er vice-président | 2 juillet 2021 | En cours | Jean-Claude Duverger                                                             |           | PPM       | Conseiller à l’Assemblée de Martinique                                    |
| 2e vice-présidente | 2 juillet 2021 | En cours | Patricia Telle                                                                   |           | FSM       | Conseillère à l’Assemblée de Martinique Maire de La Trinité (depuis 2023) |
| 3e vice-président  | 2 juillet 2021 | En cours | Fred Clio (décédé le 02/05/2025 et remplacé par David Dinal le 2 juin 2025 PPM ) |           | MPF       | Conseiller à l’Assemblée de Martinique                                    |
| 4e vice-président  | 2 juillet 2021 | En cours | Daniel Marie-Sainte                                                              |           | MIM       | Conseiller à l’Assemblée de Martinique                                    |

### Vice-présidents de 2015 à 2021
| Poste              | Période          | Période         | Identité            | Étiquette | Étiquette | Qualité |
| ------------------ | ---------------- | --------------- | ------------------- | --------- | --------- | --- |
| 1er vice-président | 18 décembre 2015 | 2 juillet 2021  | Yan Monplaisir      |           | DVD       | Entrepreneur Conseiller de l’assemblée de Martinique (depuis 2015)                                                                 |
| 2e vice-président  | 18 décembre 2015 | 2 juillet 2021  | Marie-France Toul   |           | RDM       | Conseillère municipale de Fort-de-France (depuis 2014) Conseillère de l’assemblée de Martinique (depuis 2015)                      |
| 3e vice-président  | 18 décembre 2015 | 27 juillet 2017 | Jean-Philippe Nilor |           | MIM       | Député de la 4e circonscription de la Martinique (depuis 2012) Conseiller de l’assemblée de Martinique (depuis 2015) Démissionaire |
| 3e vice-président  | 27 juillet 2017  | 2 juillet 2021  | Denis-Louis Régis   |           | MIM       | Conseiller de l’assemblée de Martinique (depuis 2015)                                                                              |
| 4e vice-président  | 18 décembre 2015 | 2 juillet 2021  | Fred Lordinot       |           | PPM       | Conseiller de l’assemblée de Martinique (depuis 2015)                                                                              |

## Les conseillers de l'Assemblée de Martinique

### Depuis 2021
Les groupes politiques à l'Assemblée de Martinique sont les suivants :
| Président de l'assemblée                      |       |        |      |                         |
| Lucien Saliber (DVG)                          |       |        |      |                         |
| Parti                                         | Sigle | Sigle  | Élus | Groupe                  |
| Majorité (26 sièges)                          |       |        |      |                         |
| Parti progressiste martiniquais et apparentés |       | PPM    | 8    | Alians Matinik          |
| Divers gauche                                 |       | DVG    | 6    | Alians Matinik          |
| Bâtir le pays Martinique                      |       | BPM    | 3    | Alians Matinik          |
| La République en marche                       |       | LREM   | 2    | Alians Matinik          |
| Mouvement populaire franciscain               |       | MPF    | 2    | Alians Matinik          |
| Vivre à Schœlcher                             |       | VAS    | 2    | Alians Matinik          |
| Sans étiquette                                |       | SE     | 2    | Alians Matinik          |
| Fédération socialiste de la Martinique        |       | FSM    | 1    | Alians Matinik          |
| Opposition (25 sièges)                        |       |        |      |                         |
| Mouvement indépendantiste martiniquais        |       | MIM    | 5    | Gran Sanblé pou Matinik |
| Divers gauche                                 |       | DVG    | 5    | Gran Sanblé pou Matinik |
| Parti pour la libération de la Martinique     |       | Palima | 1    | Gran Sanblé pou Matinik |
| Martinique écologie                           |       | MÉ     | 1    | Gran Sanblé pou Matinik |
| Rassemblement démocratique pour la Martinique |       | RDM    | 1    | Gran Sanblé pou Matinik |
| Rassemblement des forces lorrinoises          |       | RFL    | 1    | Gran Sanblé pou Matinik |
| La Martinique ensemble                        |       | LME    | 4    | La Martinique ensemble  |
| Les Républicains                              |       | LR     | 1    | La Martinique ensemble  |
| Divers droite                                 |       | DVD    | 1    | La Martinique ensemble  |
| Péyi-A                                        |       | Péyi-A | 4    | Ansanm pou péyi nou     |
| Sans étiquette                                |       | SE     | 1    | Ansanm pou péyi nou     |

### Liste des membres de 2015 à 2021
Lors de la séance inaugurale du 18 décembre 2015, l’assemblée de Martinique se dote de deux groupes d’élus :
- un groupe majoritaire, « Gran Sanblé pou ba péyi-a an chans » (en français : Grand Rassemblement pour donner une chance au pays), de 33 conseillers ;
- un groupe minoritaire, « Ensemble pour une Martinique nouvelle » (EMN), de 18 conseillers.

Structure de l’assemblée à la suite des élections de 2015.

Ainsi, à  la suite des élections de 2015 et de l'élection du conseil exécutif, les 51 membres de l'assemblée de Martinique sont :
| Section        | Groupe                                | Nom                        | Parti | Parti           |
| -------------- | ------------------------------------- | -------------------------- | ----- | --------------- |
| Centre         | Gran Sanblé pou ba péyi-a an chans    | Richard Barthélery         |       | MIM             |
| Centre         | Gran Sanblé pou ba péyi-a an chans    | Christiane Bauras          |       | RDM             |
| Centre         | Gran Sanblé pou ba péyi-a an chans    | Belfort Birota             |       | RDM             |
| Centre         | Gran Sanblé pou ba péyi-a an chans    | Francine Carius            |       | MIM             |
| Centre         | Gran Sanblé pou ba péyi-a an chans    | Gilbert Couturier          |       | DVG             |
| Centre         | Gran Sanblé pou ba péyi-a an chans    | Karine Mousseau            |       | LR              |
| Centre         | Gran Sanblé pou ba péyi-a an chans    | Louise Telle               |       | MIM             |
| Centre         | Ensemble pour une Martinique nouvelle | Claude Bellune             |       | DVG             |
| Centre         | Ensemble pour une Martinique nouvelle | Patricia Telle             |       | FSM             |
| Centre         | Ensemble pour une Martinique nouvelle | Marie-Frantz Tinot         |       | MPF             |
| Centre         | Ensemble pour une Martinique nouvelle | David Zobda                |       | BPM             |
| Nord           | Gran Sanblé pou ba péyi-a an chans    | Claude Lise                |       | RDM             |
| Nord           | Gran Sanblé pou ba péyi-a an chans    | Yan Monplaisir             |       | DVD             |
| Nord           | Gran Sanblé pou ba péyi-a an chans    | Joachim Bouquety           |       | RDM             |
| Nord           | Gran Sanblé pou ba péyi-a an chans    | Nadia Limier               |       | MIM             |
| Nord           | Gran Sanblé pou ba péyi-a an chans    | Raphaël Martine            |       | RDM             |
| Nord           | Gran Sanblé pou ba péyi-a an chans    | Diane Montrose             |       | LR              |
| Nord           | Gran Sanblé pou ba péyi-a an chans    | Lucien Rangon              |       | DVG             |
| Nord           | Gran Sanblé pou ba péyi-a an chans    | Nadine Renard              |       | DVG             |
| Nord           | Gran Sanblé pou ba péyi-a an chans    | Sandrine Saint-Aimé        |       | MIM             |
| Nord           | Ensemble pour une Martinique nouvelle | Fred Lordinot              |       | PPM             |
| Nord           | Ensemble pour une Martinique nouvelle | Kora Bernabé               |       | DVG             |
| Nord           | Ensemble pour une Martinique nouvelle | Marie-Thérèse Casimirius   |       | PPM             |
| Nord           | Ensemble pour une Martinique nouvelle | Félix Catherine            |       | DVG             |
| Nord           | Ensemble pour une Martinique nouvelle | Jenny Dulys-Petit          |       | DVD, LREM       |
| Nord           | Ensemble pour une Martinique nouvelle | Justin Pamphile            |       | MIM,            |
| Fort-de-France | Gran Sanblé pou ba péyi-a an chans    | Marie-France Toul          |       | RDM             |
| Fort-de-France | Gran Sanblé pou ba péyi-a an chans    | Michel Branchi             |       | PCM             |
| Fort-de-France | Gran Sanblé pou ba péyi-a an chans    | Clément Charpentier-Tity   |       | Palima          |
| Fort-de-France | Gran Sanblé pou ba péyi-a an chans    | Christiane Emmanuel-Zéline |       | DVG             |
| Fort-de-France | Gran Sanblé pou ba péyi-a an chans    | Marie-Line Lesdema         |       | MIM             |
| Fort-de-France | Ensemble pour une Martinique nouvelle | Catherine Conconne         |       | PPM puis DVG    |
| Fort-de-France | Ensemble pour une Martinique nouvelle | Jean-Claude Duverger       |       | PPM             |
| Fort-de-France | Ensemble pour une Martinique nouvelle | Johnny Hajjar              |       | PPM             |
| Fort-de-France | Ensemble pour une Martinique nouvelle | Michelle Monrose           |       | PPM             |
| Fort-de-France | Ensemble pour une Martinique nouvelle | Daniel Robin               |       | PPM             |
| Sud            | Gran Sanblé pou ba péyi-a an chans    | Jean-Philippe Nilor        |       | MIM puis Péyi-A |
| Sud            | Gran Sanblé pou ba péyi-a an chans    | Lucien Adenet              |       | MIM             |
| Sud            | Gran Sanblé pou ba péyi-a an chans    | Michelle Bonnaire          |       | DVG             |
| Sud            | Gran Sanblé pou ba péyi-a an chans    | Manuella Clem-Bertholo     |       | DVG             |
| Sud            | Gran Sanblé pou ba péyi-a an chans    | Georges Cléon              |       | DVG             |
| Sud            | Gran Sanblé pou ba péyi-a an chans    | Charles Joseph-Angélique   |       | DVG             |
| Sud            | Gran Sanblé pou ba péyi-a an chans    | Eugène Larcher             |       | RDM             |
| Sud            | Gran Sanblé pou ba péyi-a an chans    | Denis Louis-Régis          |       | DVG             |
| Sud            | Gran Sanblé pou ba péyi-a an chans    | Marius Narcissot           |       | MIM             |
| Sud            | Gran Sanblé pou ba péyi-a an chans    | Stéphanie Norca            |       | MIM             |
| Sud            | Gran Sanblé pou ba péyi-a an chans    | Josiane Pinville           |       | DVG             |
| Sud            | Gran Sanblé pou ba péyi-a an chans    | Maryse Plantin             |       | DVG             |
| Sud            | Ensemble pour une Martinique nouvelle | Lucie Lebrave              |       | DVG             |
| Sud            | Ensemble pour une Martinique nouvelle | Charles-André Mencé        |       | DVG             |
| Sud            | Ensemble pour une Martinique nouvelle | Sandra Valentin            |       | DVG             |

## Commissions
L’assemblée de Martinique se dote en juillet 2021 de 13 commissions dites « sectorielles ».

## Conseil exécutif
Le conseil exécutif de Martinique dirige l’action de la CTM (recettes, dépenses, administration, etc.).
Le conseil exécutif et son président sont élus par l’assemblée de Martinique parmi ses membres.
Les membres élus au conseil exécutif sont démissionnaires de fait, de leur mandat de conseiller à l’assemblée de Martinique.